# Tippa My Tongue
«Tippa My Tongue» es una canción por la banda estadounidense de rock alternativo Red Hot Chili Peppers. Fue publicada oficialmente junto con su video musical el 19 de agosto de 2022. Es el primer sencillo de su álbum de estudio Return of the Dream Canteen, que se lanzó el 14 de octubre de 2022.

## Antecedentes
Mencionado por primera vez en el escenario por Flea y Kiedis junto con el anuncio del álbum completo, «Tippa My Tongue» es una canción de funk rock y rock alternativo. El baterista Chad Smith describió las influencias de la canción como: “Tiene P-Funk. Escucho a George [Clinton], y un poco de Hendrix”.

## Vídeo musical
El videoclip de la canción fue dirigido por Malia James. Las imágenes psicodélicas del video fueron descritas como “alucinantes” por Louder y NME. Far Out Magazine describió el escenario como ”un mundo psicodélico lleno de formas geométricas y tonos tecnicolores”.

## Créditos
Red Hot Chili Peppers
- Anthony Kiedis – voz principal
- Flea – bajo eléctrico
- Chad Smith – batería
- John Frusciante – guitarras, coros

## Posicionamiento
| Gráfica (2022)                                          | Pico de posición |
| ------------------------------------------------------- | ---------------- |
| Canadá (Canada Rock)                                    | 5                |
| Japón (Billboard Japan Hot Overseas)                    | 7                |
| Nueva Zelanda (Recorded Music NZ)                       | 21               |
| Reino Unido (UK Singles Downloads Chart)                | 69               |
| Reino Unido (UK Singles Sales Chart)                    | 71               |
| Estados Unidos (Billboard Hot Rock & Alternative Songs) | 18               |
| Estados Unidos ( Billboard Rock Airplay)                | 5                |